# あやしいわーるど@暫定
あやしいわーるど@暫定（2002年1月4日-2008年4月1日, 2018年3月-2025年7月31日）とは、あやしいわーるど電子掲示板群の内の一つであり管理者は下衆ナッツ、擬古猫。2018年3月に復活し、2025年7月31日に閉鎖した。

## 概要
あやしいわーるどIIによるアクセス制限のため、わんだーぎゃははは の串弁慶@2002に強制転送された住人が初期に集まる。
上記の事情により、アクセス制限をしない、禁止ワードを作らないなどで、その後も他のメイン級掲示板からアクセス制限を受け、戻れなくなった住人が最終的にたどり着く場所となる。
禁止ワードがないため、当時のあやしいわーるどでありながら2ちゃんねる系の文字絵が多く投稿されたり、執拗なスクリプト荒らしにあいながらも、住人達はほぼ諦めの境地で投稿していた。管理者がよく行方不明になりトラブルが絶えず、2002年12月28日、ついに掲示板が長期間停止してしまう。
機能停止によって居場所を失った@暫定の住人達は、急遽設けられた『あやしいわーるど@暫定（暫定退避）』へ全員で移住する事になる。当初、@暫定（暫定退避）は@暫定が復旧するまでの退避所として扱われていた。しかし@暫定が2003年11月4日に復旧した後も住人達は@暫定へ戻ることはなく、その座を@暫定（暫定退避）に明け渡す形になった。
2018年3月現在は暫定(暫定退避),暫定退避(公認退避),暫定(猫)の三者が健在である。

### 住人
当初の住人は元々がアクセス規制を受けるような個性派揃いの面々であったため、掲示板は荒れに荒れた。だが逆に、荒れれば荒れるほどユニークな発言が増え他の掲示板からの住人が集まり、元々あやしいわーるどの住人であった2ちゃんねら～も戻ってきて一時期は相当賑やかな掲示板となった。
2ちゃんねるの文字絵を逆輸入してひたすら貼り付けるもの、ネタをひたすら追求するものなどである。その他、雑多な雰囲気が他のあやしい掲示板にないものであった。なお、初期の段階において、下衆ナッツが2ちゃんねるに投稿しているのが住人にばれ、更に荒れる原因となった。このため、他のメイン級掲示板からは忌み嫌われ、リンクされているところはない。それを理由に掲示板が荒らされるからである。その存在すら無いものとして扱われている。
一部の荒らしによるアクセス規制に巻き込まれ、メイン級を追われた人たちがその殆どであり、このことから、仕方なく荒らし耐性強くなってしまうものが大半であった。実際住人たちはアクセス規制をまぬがれ板を多数掛け持ちしているものもおり、あやしいわーるど関連などの匿名掲示板界隈の情報がよく流れていた。

### 体制
2002年1月2日あやしいわーるどIIにおいて大規模なアクセス規制が起きる。これにより巻き添えをくらった住人などが多数串弁慶@2002に押しかけ、掲示板がパンク状態になる。これを憂慮した空白有志が掲示板を立てようという話になり、下衆ナッツによってWebARENAのアカウントが取得される。当初、掲示板スクリプトは擬古猫が提供し設置したのだが、擬古猫は当時仕事で居なくなってしまい、この管理をみかねて声をかけた宇多田レイパーによって掲示板スクリプトが大幅に修正され、3人の管理体制になることとなった。
なお宇多田レイパーは2003年1月30日に辞意を表明し管理者を脱退。
- 参考：暫定開設当初のメールのやり取り（lzhファイル） nekomail.lzh[リンク切れ]

実質掲示板運営を行っていた擬古猫は2008年4月1日、@暫定（暫定退避）において辞意を表明。これによりあやしいわーるど@暫定はその短い歴史を終えた。
- 参考：@検索　擬古猫の辞意表明[リンク切れ]

### 掲示板スクリプト
レイパーと、さやかによってツリービューモードが実験的に採用される。その他、なぞモード（タグを開放した掲示板モード）や、アングラチックなデザインの掲示板、カラーモードなどが実装された。
- 参考：あやしいわーるど@暫定「広報室cgiスクリプト」[リンク切れ]

### 掲示板名
ごく初期の名前は namelessで、その後、宇多田レイパーによって「あやしいわーるど（暫定名）」に変更された。この後住人投票により「あやしいわーるど@暫定」となる。もっとも、投票の際はスクリプト攻撃による多数投票、2128901票において決定する。2位の名前はここでは書けないが、当時の退避板へと受け継がれる。
- 参考：title = あやしいわーるど@暫定 アーカイブコピー - ウェイバックマシン
- 参考：アーカイブ 2002年1月6日 - ウェイバックマシン
- 参考：「あやしいわーるど(暫定名)」 - ウェイバックマシン（2002年1月6日アーカイブ分）
- 参考：あやしいわーるど@暫定「＠正式名称投票結果」[リンク切れ]

### IP漏れ事件
2002年7月21日、下衆ナッツの操作ミスでログファイルが流出。2002年8月25日～8月31日においても同様にデータが流出。これは擬古猫によるもの。このことが現在も根を張っており、あやしい内部における問題の主原因と目される向きもある。
- 参考：暫定ch[リンク切れ]

### 「ツンデレ」発祥の地
今ではインターネット中に普及し、一般層にも広く知れ渡るようになった『ツンデレ』。その『ツンデレ』という用語の起源、初出は『あやしいわーるど@暫定』からであるとされる。下記のリンクはそれが記されたログである。（注・現在その多くのログが消失しており、上記のログ流出事件により記録が残っていることは皮肉である）
- ＠検索「あやしいわーるど@暫定 2002年8月29日」ツンデレ[リンク切れ]

### あやしいわーるど
- あやしいわーるど
- あやしいわーるどII ・・・@暫定の派生元。
- あやしいわーるど@暫定 (暫定退避) ・・・@暫定の流れを汲んだ後継の掲示板。
- あやしいわーるど@iRC
- あやしいわーるど@暫定ゲスッ掲示板

### その他
- 2ちゃんねる
- 自作自演 (インターネット)
- ツンデレ
- 誹謗中傷
- アリス・リデル (日本の人物)
- ゲスッ
- 荒らし
- スクリプトキディ

### あやしいわーるど
- 「あやしいわーるど＠検索」[リンク切れ]
- 「あやしいわーるど＠検索　過去ログ倉庫」[リンク切れ]